# Erchanbert
Erchanbert talvota denominato anche come Hercumbert, Ercambert, Ercanbert; in italiano Ercamberto (... – 11 gennaio 854) fu abate, maestro, studioso di grammatica e vescovo di Frisinga dal 29 gennaio 835 alla morte.
Suo predecessore fu Hitto, vescovo dall'anno 811 alla morte, avvenuta l'11 dicembre 834; a Erchanbert succedette Anno, dal 1º marzo 854 alla morte, avvenuta il 9 ottobre 875.
In qualità di vescovo di Frisinga, Erchanbert fu autore di una lettera contro le imposture nelle reliquie.

## Biografia

### La famiglia
Erchanbert fu nipote e successore di Hitto di Frisinga, O.S.B., il che rende evidente la forte influenza della nobiltà sulla nomina alla cattedra vescovile. 

Entrambi, in particolare, appartenevano alla dinastia dell'alta nobiltà bavarese degli Huosi.
Probabilmente il giovane compì la sua formazione presso il capitolo della cattedrale di Frisinga. 

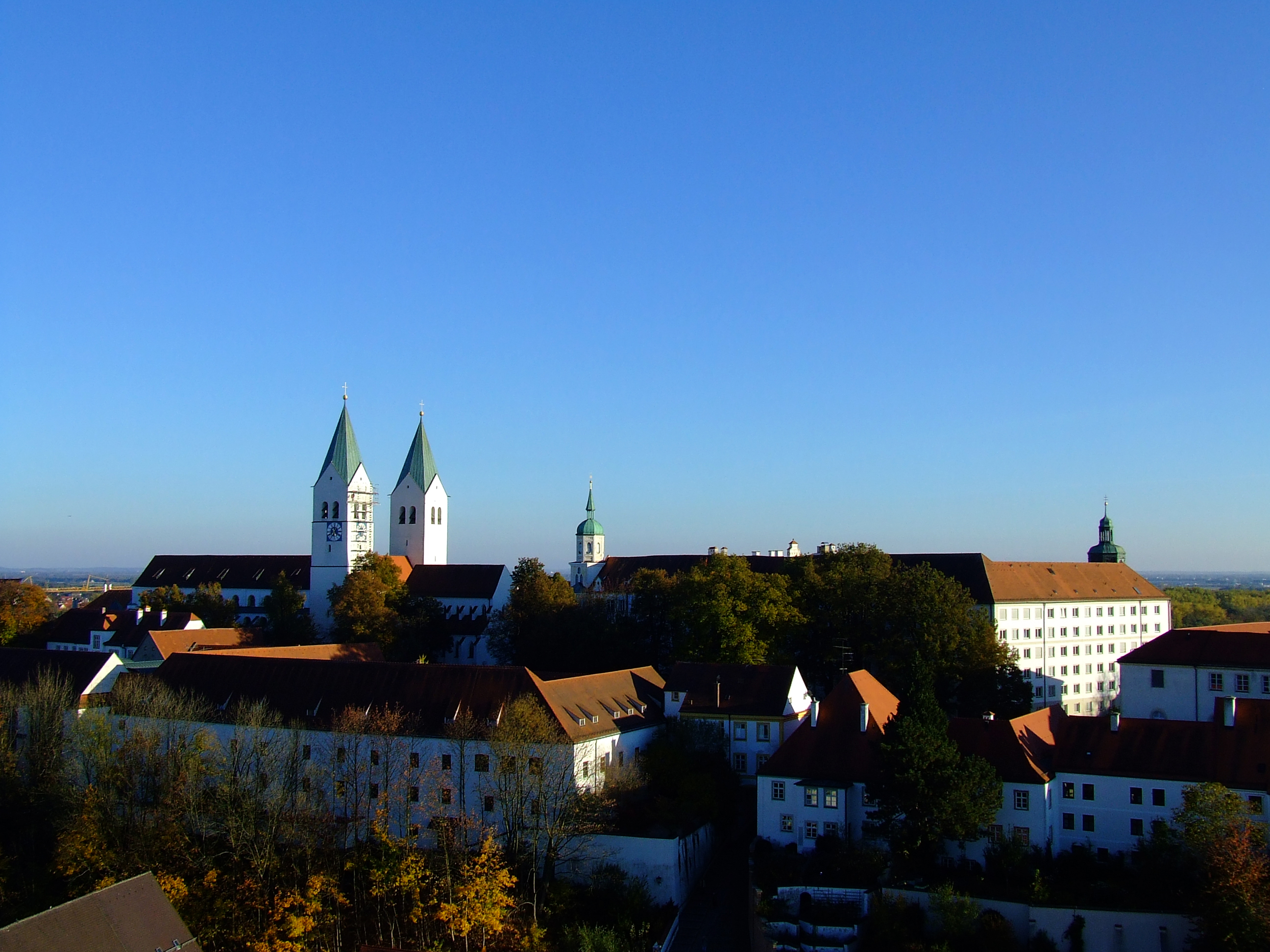
Il Duomo di Frisinga

### Grammaticus
Prima della sua ordinazione episcopale Erchanbert fu probabilmente insegnante (grammaticus) alla scuola della cattedrale e ivi scrisse una grammatica per l'insegnamento.
Nel suo Tractatus super Donatum si notano il forte legame ormai stabilitosi, alla sua epoca, tra la schola conventuale, l'insegnamento, in particolare della lettura, e la finalizzazione di esso alla crescita dell'allievo nella vita spirituale, sino alla «conquista della salvezza dell'anima», tanto che «il ricordo della vita conventuale è affidato in primis alla figura del praeceptor».

## Vescovo

### Minden
In qualità di vescovo, Erchanbert fondò il vescovado di Minden (citato nei documenti medievali come Minthun) nell'800: la sede era un piccolo villaggio di pescatori presso il guado sul Weser, di cui a sua volta si fa prima menzione nel 798, e dove fu eretta una prima chiesa vescovile in legno dalla forma semplificata, sostituita solo dopo qualche tempo da un edificio rettangolare in pietra dal tetto in legno.

### Il nome: varianti o omonimie?
Il nome del personaggio presenta varianti di grafia seppure tra loro non lontane ("Hercumbert", "Ercambert", "Ercanbert", "Erchanbert"..); nondimeno, però, figurano talora nomi differenti, tuttavia non troppo dissimili dalla grafia succitata, sebbene riguardanti persone di cui sono presentate notizie riferibili a soggetti diversi.
Di colui che è attestato quale fondatore e primo responsabile del vescovado di Minden, Erchanbert appunto («Hercumbert, Ercambert»), è stato ipotizzato che corrisponda a quel vescovo "Ercanperachtes" («Ercanperachtes episcopus») che appone la sua firma a un documento a Fulda risalente all'anno 796, e che egli probabilmente fosse un monaco di Fulda il quale guidò la missione inviata da colà fino in Sassonia.
Altrove si fa invece menzione di un personaggio dal nome simile, «Erkambert (Herumbert)», probabilmente sassone, che sarebbe stato «nominato nel 780» e sarebbe «morto nell'813».
Erchanbert non è da sovrapporre a Erchemperto, monaco benedettino e storico longobardo, noto soprattutto come autore della Historia Langobardorum Beneventanorum, morto dopo l'anno 887.

### Frisinga

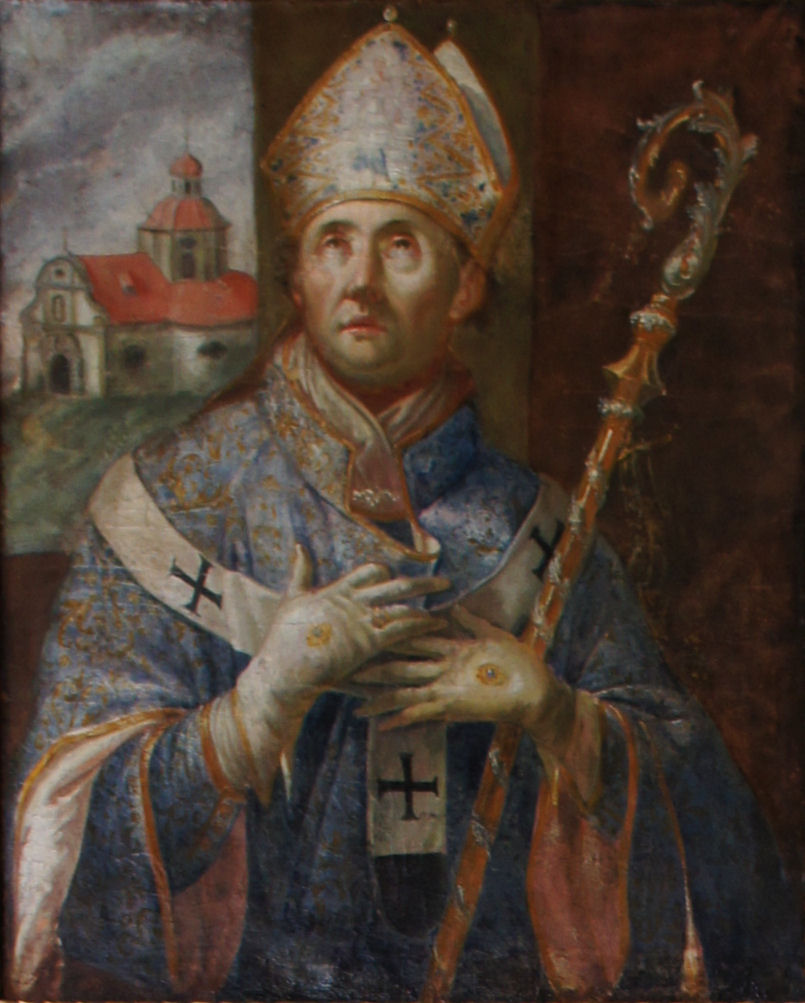
Erchanbert su uno dei dipinti dedicati ai vescovi di Frisinga nel Fürstengang Freising

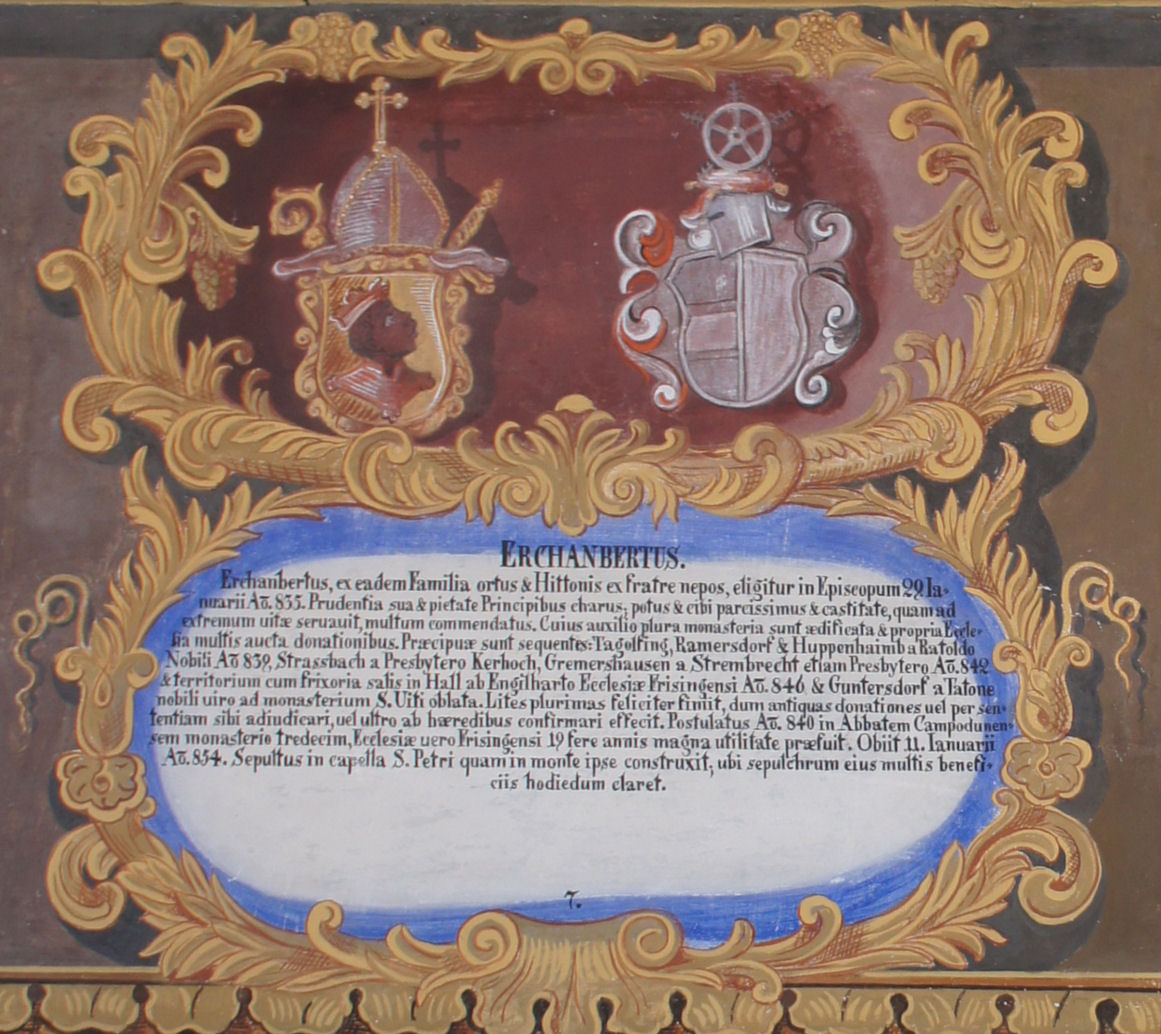
Lo stemma del vescovo Erchanbert nel Fürstengang Freising con notizia in lingua latina

Erchanbert fu vescovo di Frisinga dal 29 gennaio 835 al giorno della morte, 11 gennaio 854.
Come vescovo, il predecessore di Erchanbert, Hitto, aveva compiuto una visita nella diocesi e aveva fatto insediare sia un prevosto, con mansioni amministrative, in una chiesa sul monte Weihenstephan vicino a Frisinga e vi aveva stabilito sei canonici secolari: ma solo durante l'episcopato del suo successore Erchanbert per la prima volta un atto di donazione menzionava la presenza di canonici della cattedrale che non fossero monaci, ossia nell’anno 842 e poi tre anni dopo; il capitolo della cattedrale fu in seguito composto invece da monaci e canonici.

Sotto i successori Anno (855-875), Arnoldo (875-883) e Valdo (883-903), l'elemento monastico nel capitolo della cattedrale venne gradualmente meno; i benedettini della cattedrale sul monte si ritirarono, infatti, per stabilirsi ai piedi del Weihenstephan.

### Contro le frodi nelle reliquie
Di Erchanbert è riportato che «dettò una lettera contro gli inganni nelle reliquie».
In effetti, è ben testimoniata nei secoli, nell'alto e basso Medioevo, la pratica del culto delle reliquie, sulla quale una luce sinistra è gettata dall’esposizione e dal mercimonio fraudolenti di reperti falsi, cui si dedicavano eloquenti impostori che traggono profitto dal «superstizioso culto dei santi, d[a]l feticismo stregonesco delle reliquie» ben radicati nel popolo, ma non di meno tra le file del basso ed alto clero: ne sono reperibili testimonianze anche a distanza di secoli, tanto non solo da essere documentate direttamente, ma da fornire argomento per parodie o sapida ironia, come, per citare gli esempi più conosciuti, nelle raccolte di novelle di Giovanni Boccaccio o del Novellino di Masuccio Salernitano.
Lo stesso Hitto nell’anno 834 aveva portato da Roma alla propria diocesi di Frisinga le reliquie di papa Alessandro I e di Giustino: a sua volta Erchanbert, il vescovo suo successore, nel decennio successivo inviava al clero di Frisinga una lettera importante e riservata, e distinta da un notevole intento di prudenza. 

La questione verteva specialmente sull’autenticità delle reliquie di cui si faceva "traffico" o oggetto di culto, ovvero che, nella particolare contingenza cui fa riferimento Erchanbert, fosse sincero quel tale di nome "Felix" che affermava che avrebbe portato alla diocesi le reliquie dell’apostolo san Bartolomeo e di altri santi: «quidam vir nomine Felix […] dicens se corpus s. Bortholomaei apostoli et aliorum sanctorum corpora secum nostris partibus detulere», notizia peraltro accolta, se vera, con «gaudio e lode a Dio», ma che nel vescovo aveva destato dubbi di credibilità. Se essa fosse stata accettabile come fidedegna, da lui e altri anziani riuniti in preghiera e meditazione, Erchanbert conclude, egli avrebbe indetto un triduo di processioni della santa Croce, di digiuno e astinenza da determinati cibi per il clero affinché la diocesi meritasse di avere in visita o in custodia tali reliquie.

### Abate
Viene riportato che dall'anno 840 Erchanbert possa essere stato, oltre che vescovo di Frisinga, anche abate dell'abbazia di Kempten, sebbene sia considerato con maggiore sicurezza l'avvio di tale carica dall'anno 844.

### Rappresentanza politico-amministrativa
Nell'anno 848 Erchanbert, cointeressato insieme con i più alti funzionari del regno dei Franchi Orientali e l'alta aristocrazia, fu firmatario, insieme con altri vescovi quali Liupramm, arcivescovo di Salisburgo (836–859) che era al vertice della chiesa bavarese, e con altri notabili della stessa chiesa, come Erchanfrid, vescovo di Ratisbona (848–863), e Hartwig, vescovo di Passavia (840–866), di un atto, datato Ratisbona 12 ottobre, innovativo nella storia del feudalesimo medievale e dell'amministrazione carolingia, con il quale veniva sancito il passaggio dal vassallaggio alla proprietà con pieno diritto sotto la forma dell'allodio.

## IlTractatus super Donatum
Dagli studiosi viene dibattuta l'attribuzione ad Erchanbert vescovo di Frisinga di «due commentarî su Donato minor e maior» che egli avrebbe scritto «ampliandone talvolta il testo e attenendosi principalmente a Prisciano». Tale attività sarebbe stata svolta da Erchanbert nell'«occup[arsi] di grammatica».
Per "Donato minor" e "Donato maior" si intendono le Artes grammaticae di Elio Donato: la Ars minor in otto capitoli e la Ars maior in tre libri, la prima una sorta di grammatica elementare a domande e risposte e la seconda di più ampio respiro e levatura; di entrambe, è noto l'uso esteso nelle scuole medievali e moderne.
Peraltro, nel riferire e commentare le relative titubanze dei critici nel proprio contributo dedicato ai testi grammaticali latini dell'alto medioevo, Luigi Munzi riporta il dubbio dello stesso editore moderno, W.V. Clausen, sulla paternità ercambertiana: «[Clausen] ritiene "most improbable" ("assai improbabile") l’attribuzione dell’opera – composta verosimilmente nella prima metà del IX secolo – all’omonimo vescovo di Frisinga (836-854), proposta per primo dal Manitius».
Non è, infatti, da tralasciare che «nei due soli manoscritti che recano un’indicazione d’autore si parla soltanto di un magister Erchambertus: ciò nondimeno, a confermare la versione vulgata sulla paternità del trattato da parte del vescovo, «l'editore stesso stampa il titolo dell’opera nella forma Erchamberti Frisingensis Tractatus super Donatum» (ovvero: "Il Trattato su Donato di Ercamberto di Frisinga").